# Circondario federale centrale
Il circondario federale centrale (in russo Центра́льный федера́льный о́круг?, Centrálnyj federálnyj ókrug) è uno degli otto circondari federali della Russia.

## Geografia fisica
Il circondario si trova nella zona più ad ovest della Russia. La popolazione era di 38.000.651 nel 2002, su un'area di 652.800 km², che lo rende il più popoloso fra gli otto circondari. 

## Suddivisioni
Il circondario ricomprende 18 soggetti federali, di cui 17 oblast' e una città federale:
| Central Federal District | 1. Oblast' di Belgorod 2. Oblast' di Brjansk 3. Oblast' di Vladimir 4. Oblast' di Voronež 5. Oblast' di Ivanovo 6. Oblast' di Kaluga 7. Oblast' di Kostroma 8. Oblast' di Kursk 9. Oblast' di Lipeck 10. Mosca 11. Oblast' di Mosca 12. Oblast' di Orël 13. Oblast' di Rjazan' 14. Oblast' di Smolensk 15. Oblast' di Tambov 16. Oblast' di Tver' 17. Oblast' di Tula 18. Oblast' di Jaroslavl' |

## Città principali
- Mosca (12.330.126)
- Voronež (1.032.382)
- Jaroslavl' (603.961)
- Rjazan' (534.762)
- Lipeck (510.020)
- Tula (485.930)
- Kursk (443.212)
- Balašicha (428.400)
- Tver' (416.442)
- Ivanovo (409.285)
- Brjansk (407.256)
- Belgorod (387.090)
- Vladimir (354.827)
- Kaluga (342.936)
- Smolensk (328.906)
- Orël (319.550)
- Podol'sk (293.765)
- Tambov (288.414)
- Kostroma (276.691)
- Chimki (239.967)
- Staryj Oskol (222.125)